# Comuna Töreboda
Töreboda (Töreboda kommun) este o comună din comitatul Västra Götalands län, Suedia, cu o populație de 8.992 locuitori (2013).

## Geografie

### Zone urbane
Lista celor mai mari zone urbane din comună (anul 2015) conform Biroului Central de Statistică al Suediei:
| Nr | Zona urbană | Pop.  |
| -- | ----------- | ----- |
| 1  | Töreboda    | 4.626 |
| 2  | Moholm      | 647   |
| 3  | Älgarås     | 373   |

## Demografie
| \| Evoluția demografică în comuna Töreboda, 1970–2015 \| Evoluția demografică în comuna Töreboda, 1970–2015 \| Evoluția demografică în comuna Töreboda, 1970–2015 \| Evoluția demografică în comuna Töreboda, 1970–2015 \| Evoluția demografică în comuna Töreboda, 1970–2015 \| \| ----------------------------------------------------------------------------------------------------- \| -------------------------------------------------- \| -------------------------------------------------- \| -------------------------------------------------- \| -------------------------------------------------- \| \| An \| \| \| Locuitori \| \| \| 1970 \| 1970 \| \| 10192 \| 10192 \| \| 1975 \| 1975 \| \| 10231 \| 10231 \| \| 1980 \| 1980 \| \| 10393 \| 10393 \| \| 1985 \| 1985 \| \| 10204 \| 10204 \| \| 1990 \| 1990 \| \| 10481 \| 10481 \| \| 1995 \| 1995 \| \| 10425 \| 10425 \| \| 2000 \| 2000 \| \| 9642 \| 9642 \| \| 2005 \| 2005 \| \| 9470 \| 9470 \| \| 2010 \| 2010 \| \| 9113 \| 9113 \| \| 2015 \| 2015 \| \| 9293 \| 9293 \| \| Sursa: SCB - Statistika Centralbyrån, Folkmängd efter region, civilstånd, ålder och kön. År 1968–2016 \| \| \| \| \| |      |  |           |       |
| Evoluția demografică în comuna Töreboda, 1970–2015 |      |  |           |       |
| An |      |  | Locuitori |       |
| 1970 | 1970 |  | 10192     | 10192 |
| 1975 | 1975 |  | 10231     | 10231 |
| 1980 | 1980 |  | 10393     | 10393 |
| 1985 | 1985 |  | 10204     | 10204 |
| 1990 | 1990 |  | 10481     | 10481 |
| 1995 | 1995 |  | 10425     | 10425 |
| 2000 | 2000 |  | 9642      | 9642  |
| 2005 | 2005 |  | 9470      | 9470  |
| 2010 | 2010 |  | 9113      | 9113  |
| 2015 | 2015 |  | 9293      | 9293  |
| Sursa: SCB - Statistika Centralbyrån, Folkmängd efter region, civilstånd, ålder och kön. År 1968–2016 |      |  |           |       |